# Regionalizmus (nyelvészet)
A nyelvészetben használt regionalizmus terminus olyan nyelvi elemre vonatkozik, amely egy nyelv csak egyik vagy több területi nyelvváltozatában (nyelvjárásban, tájszólásban) létezik, azaz egy bizonyos régióra korlátozott. A regionalizmus a sztenderd nyelvváltozatbeli megfelelőjével összehasonlítva megállapított különbségek révén azonosítható.

## A regionalizmusok fajtái
A nyelv minden területén vannak regionalizmusok, bár nem azonos arányban. A legtöbb lexikai (szókészleti) és hangtani jellegű, de vannak frazeológiaiak, valamint nyelvtaniak, azaz alaktaniak és mondattaniak is.

### Lexikai regionalizmusok
Többféle ilyen regionalizmus, azaz tájszó van. A valódiak egészen más szavak, mint a sztenderdnyelvi megfelelőik, vagy egyáltalán nincsenek megfelelőik az utóbbiban. Példák néhány nyelvben:
- (magyarul) pityóka (Erdélyben) ’burgonya’;[3] makuka (Borsod-Abaúj-Zemplén),[4] rica (Alföld) ’napraforgómag’;[5]
- (franciául) chigner (az Antillákon) vs. pleurnicher ’szipogni’;[6]
- (románul) curechi (Moldvában) vs. varză ’káposzta’.[1]

Jelentésbeli tájszók is vannak. Ezek megvannak a sztenderdben is, de eltérő jelentéssel:
- (magyarul) bogár (a Dunántúlon) ’légy’,[3]
- (franciául) jardin az Antillákon ’szántóföld’, a sztenderdben ’kert’;[7]
- (románul) ginere Munténiában ’vőlegény’, a sztenderdben ’vő’.[8]

Egyes tájszók csak alakiak, anélkül hogy alaktani vagy hangtani regionalizmusok lennének, például buha ’bolha’.
A lexikai regionalizmusok iránt különösen azok a lexikográfusok érdeklődnek, akik tájszótárakat készítenek (lásd lentebb a További információk szakaszt).

### Frazeológiai regionalizmusok
A területi nyelvváltozatokban találhatók olyan frazeológiai egységek is, amelyeket nem használnak a köznyelvben, például:
- (franciául) farine de pluie (szó szerint ’esőliszt’, Réunionban) vs. pluie fine et intermittante ’szitáló és meg-megszakadó eső’;[10]
- (románul) a umbla lela (Moldvában) vs. a umbla fără rost ’cél nélkül járkálni’.[1]

### Hangtani regionalizmusok
Ezek olyan fonológiai vagy fonetikai változatai a sztenderd fonémáknak, amelyek rendszeresen fordulnak elő legalábbis egyes hangtani kontextusokban. Ilyen például:
- (magyarul) a Dunántúlon a felső nyelvállású hosszú magánhangzók (ú, ű, í) rövid ejtése: kut ’kút’, tüz ’tűz’, viz ’víz’;[11]
- (franciául) a [w] kiejtés az Antillákon a sztenderd [ʁ] helyett hátul képzett magánhangzók előtt: parole [pawɔl] vs. [paʁɔl] ’beszéd, szó’;[12]
- (románul) a bánsági nyelvjáráscsoportban a [ʃʲ]-nek ejtett (hozzávetőlegesen magyar sj) sztenderd [t͡ʃ] (magyar cs) helyett: șier vs. cer ’ég(bolt)’.[13]

### Grammatikai regionalizmusok
A területi változatok grammatikai rendszere elsősorban egyes alaktani vonásokban különbözik a sztenderd grammatikai rendszertől:
- (magyarul) a székely nyelvjárásban a feltételes mód jelének -nó/-nő változata (tudnók, kérnők);[14]
- (franciául) a Réunionban beszélt változatban az avoir ’birtokolni’ segédige használata a létige (être) helyett egyes igék esetében (j’ai descendu vs. je suis descendu ’lementem’);[15]
- (románul) a körös-vidéki nyelvjárásokban az 1. igeragozási csoporthoz tartozó ún. szuffixumos igék esetében a szuffixum elhagyása kijelentő mód jelen időben: lucru vs. lucrez ’dolgozom’.[1]

Legkevésbé gyakoriak a mondattani regionalizmusok.
A magyarban megemlíthető például az Erdélyben használt kell + feltételes módú ige szerkezet a kell + főnévi igenév helyett: kell menjek ’kell mennem’.
A réunioni franciában gyakori a pas tagadószó használata más másodlagos tagadószóval együtt, ami helytelen a francia sztenderd szerint: j’ai pas vu personne vs. je n’ai vu personne ’nem láttam senkit’.
A román munténiai nyelvjárásokban hiányzik a decât ’csak’ szóval használt korlátozó szerkezetből a nu/n- ’nem’ tagadószó, amely kötelező a sztenderdben: am decât două mere vs. n-am decât două mere ’csak két almám van’.

## A regionalizmusok viszonya nem területi nyelvváltozatokkal
A nyelv folytonos változásokon megy keresztül, és ez abban is megnyilvánul, hogy nyelvi elemek mennek át egyik nyelvváltozatból a másikba. Ez a jelenség a regionalizmusokra is vonatkozik, amelyek gyarapítják a nem területi nyelvváltozatokat.

### Regionalizmusok és köznyelv
Regionalizmusok a legkönnyebben a köznyelvbe mennek át. E jelenség egyik aspektusa regionalizmusok fennmaradása az illető régióban beszélt köznyelvben. Ez elsősorban a hangtani regionalizmusokra és esetleg más típusú regionalizmusokra is vonatkozik, amelyek nem befolyásolják lényegesen a köznyelvet. A magyar nyelvészetben szó van regionális köznyelviségről vagy regionális köznyelvről.
Egy másik aspektus regionalizmusok átmenete a nyelv összes beszélői által használt köznyelvbe. A leggyakoribb ilyen esetek a szomszédos nyelvektől átvett jövevényszavakéi, amelyek előbb a befogadó nyelv egyik vagy több nyelvjárásába mennek át, majd az általános köznyelvbe. Ilyenek például a román jövevényszavak a magyarban: áfonya, ficsúr, furulya, málé, mokány, pakura, palacsinta, tokány. Hasonló lehet a fentebb említett kell menjek típusú szerkezet esete, amely kialakulását a román nyelv hatása segíthette. Elterjedt Magyarországon is, és a nyelvművelés sokáig helytelennek tartotta, de ma már elfogadja. A sokkal nagyobb számú magyar jövevényszavak analóg módon kerültek a román köznyelvbe, pl. belșug ’bőség’ a cheltui ’költ’, chip ’kép’, a făgădui ’megfogad, ígér’, gazdă ’házigazda’, hotar ’határ’, meșteșug ’mesterség’, oraș ’város’, uriaș ’óriás’, vamă ’vám’. Van olyan magyar képző is, melyet néhány nem magyar eredetű szóra is alkalmaztak: furt ’lopás’ → furtișag ’csenegetés, tolvajlás’, trup ’test’ → trupeș ’testes’.

### Regionalizmusok és irodalmi nyelv
Közük van a regionalizmusoknak az irodalmi nyelvhez mint a szépirodalom nyelvéhez is. Egyrészt fontos szerepük volt az irodalmi nyelv kialakulásában. Mielőtt egységes irodalmi nyelvről lehetett szó, egyes nyelvjárások is kifejlesztettek irodalmi nyelvet.
A magyar irodalmi nyelv a keleti nyelvjárásokon alapszik, de már keletkezése óta gyarapodott egyéb nyelvjárások elemeivel is. A nyelvújítás korában (kb. 1790–1820) tudatosan is vontak be tájszavakat az irodalmi nyelvbe.
A középkori Franciaországban több nyelvjárásnak, melyek ma ún. oïl nyelveknek számítanak, volt irodalmi nyelve: pikárd , vallon , françois stb. Ezek közül a Párizsban és környékén beszélt utóbbi maradt élő, amelyből a többi nyelvjárásból átvett elemekkel együtt lett végül a francia nyelv és ennek irodalmi nyelve.
A román nyelv területén is négy irodalmi dialektus volt a 18. században, amelyek közül a munténiai lett a román irodalmi nyelv alapja. Ez a többiből (moldvai, erdélyi és bánsági) származó elemeket is átvett, majd az egységes irodalmi nyelv tovább gyarapodott regionalizmusokká vált elemekkel.
Sokkal az irodalmi nyelv kialakítása után is folytatódott regionalizmusok bevonása irodalmi művekbe stiláris funkcióval, ami aktuális jelenség is, amikor írók couleur locale-t (helyi ízt) akarnak adni egy bizonyos régió falusi környezetében zajló történésnek. A magyar irodalomban ez jellemző például erdélyi írókra (Tamási Áron, Sütő András stb.), a francia irodalomban főleg Franciaország európai részén kívüli írókra (a kanadai Antonine Maillet , a guadeloupe-i Simone Schwartz-Bart  stb.). A román irodalomban a legismertebb ilyen író Ion Creangă az ő moldvai regionalizmusaival.

### Regionalizmusok és sztenderd nyelvváltozat
Az általános köznyelvbe átment regionalizmusok megvannak ugyanakkor az irodalmi nyelvben és a sztenderd nyelvváltozatban is, amely eredetileg az irodalmi nyelvvel volt azonos.
A jelenség egy másik aspektusa az egynél több sztenderddel rendelkező nyelvekre vonatkozik. Olyan nyelvekről van szó, mint amilyen például a francia, melyek több országban is hivatalosak. A francia lényegében egységes nyelv ugyan, de egyes országokban a sztenderdjében olyan elemek is vannak, melyek regionalizmusok a franciaországi sztenderd szempontjából. Például Belgiumban és Svájcban a franciaországi soixante-dix ’hetven’-nek septante felel meg. A québec-i sztenderd sokkal kevesebb angol jövevényszót fogad el, mint a franciaországi. Például a Franciaországban használt parking ’parkoló’ megfelelői Québec-ben parc de stationnement vagy stationnement, Belgiumban és Svájcban pedig az aire de parcage terminust ajánlja a sztenderd. Ugyanaz a helyzet egyes intézmények nevével is. Például a magyarországi ’gimnáziumnak’ Franciaországban a lycée, Belgiumban az athénée, Svájcban a gymnase és Québec-ben a cégep felel meg.